# Garcinia hasskarlii
Garcinia hasskarlii är en tvåhjärtbladig växtart som beskrevs av Jean Baptiste Louis Pierre. Garcinia hasskarlii ingår i släktet Garcinia och familjen Clusiaceae. Inga underarter finns listade i Catalogue of Life.